# Университет Остина Пи
Университет Остина Пи (англ. Austin Peay State University, APSU) — американский университет, расположенный в городе Кларксвилле (штат Теннесси). Университет аккредитован Южной Ассоциации колледжей и школ (SACS) и является самым быстрорастущим университета в штате Теннесси. Предлагает четырёхлетнее обучение по 56 специальностям и 63 специализациям.
В 2009 году здесь впервые насчитывалось более 10 тысяч учащихся.
Назван в честь уроженца Кларксвилла Остина Пи, бывшего губернатором штата Теннесси в 1923—1927 годах.
Основано в 1927 году как Austin Peay Normal School.
С 1939 года получено право присуждения степени бакалавра наук (Bachelor of Science), которую первыми получили выпускники 1942 года. С 1943 года — Austin Peay State College. В 1951 году получено право присуждения степени бакалавра искусств (Bachelor of Arts), на следующий год открыта магистратура по образованию. В 1966 году получен статус университета (с 1967 года). В 1967 году получено право присуждения магистерских степеней — искусств и наук.
Университет сильно пострадал во время разрушительного (F4) торнадо 22 января 1999 года.

## Известные выпускники
- Генерал-майор Рональд Бейли — генерал-лейтенант КМП США, командующий 1-й дивизии морской пехоты (2011-2013)
- Дэвид Бибб — заместитель руководителя администрации США
- Райли Дарнелл — бывший сенатор штата Теннесси и бывший госсекретарь штата
- Эйджи Эллис — Главный ловец бейсбольной лиги («Майами Марлинс»)
- Джефф Гуч — бывший НФЛ игрок [«Тампа-Бэй Бакканирс» (1996—2001, 2004—2005), «Детройт Лайонс» (2002—2003)]
- Дэвид Хаскелл Хэкворт — полковник Армии США, военный журналист
- Уильям Дж Хадден — протестантский священник и политик
- Боб Харпер — личный тренер, который получил известность благодаря шоу The Biggest Loser
- Трентон Хассел — игрок NBA («Нью-Джерси Нетс»)
- Томми Хэд — бывший член Палаты представителей Теннесси и брат баскетбольного тренера Пэта Саммита
- Отис Ховард — бывший игрок NBA («Милуоки Бакс» и «Детройт Пистонс»)
- Перси Ховард — бывший игрок НФЛ («Даллас Ковбойз»)
- Дуглас С. Джексон — сенатор штата Теннесси
- Шон Келли — питчер MLB («Сан-Диего Падрес»)
- Чонда Пирс — христианский комик и исполнитель
- Мэтт Рейнольдс — питчер MLB («Сан-Франциско Джайентс»)
- Джош Раус — певец и автор песен
- Джордж Шерил — питчер MLB («Сиэтл», «Балтимор Иволги», «Лос-Анджелес Доджерс»)
- Бонни Слоан — бывший игрок НФЛ, первый глухой игрок в НФЛ
- Джефф Стец — предприниматель
- Джейми Уокер — питчер MLB («Канзас-Сити Роялс», "Детройт Ред Уингз, «Балтимор Иволги»)
- Бубба Уэллс — бывший баскетбольный игрок НБА («Даллас Маверикс»)
- Вернер Мур Белый — отметил пейзаж и портретный художник
- Джеймс «Fly» Уильямс — легендарный баскетболист 70-х
- Джек Здериенсик — бывший генеральный директор команды MLB «Сиэтл Маринерс»
- Дрейк Рид — международный баскетбольный игрок